# カルロ2世 (パルマ公)

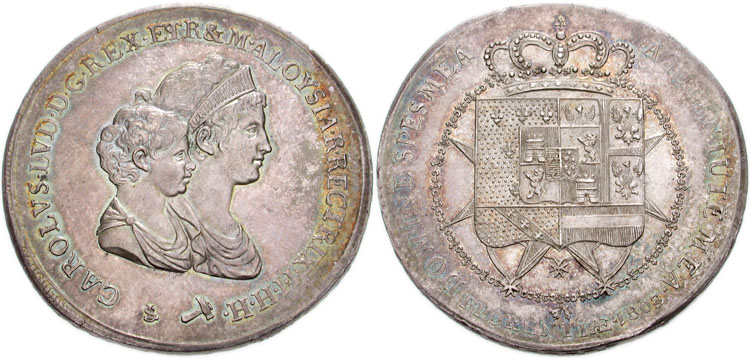
エトルリア王国。カルロ・ルドヴィーコとその母マリーア・ルイーザ: AR Dena - 10 Lire （1803年）

カルロ・ルドヴィーコ・ディ・ボルボーネ（イタリア語: Carlo Ludovico di Borbone, 1799年12月27日 - 1883年5月17日）は、カルロ2世ルイージ・ディ・パルマ（イタリア語: Carlo II Luigi di Parma）とも言い、エトルリア王（在位：1803年 - 1807年）、ルッカ公（在位：1824年 - 1847年）、パルマ・ピアチェンツァ公（在位：1847年 - 1849年）である。

## 生涯
カルロの祖父フェルナンドは1765年から1802年までパルマ公であった。フェルディナンドがナポレオン・ボナパルトにパルマ公国を譲渡した時、その息子ルドヴィーコ、つまりカルロ・ルドヴィーコの父はナポレオンがトスカーナ大公国に代えて新たに建てたエトルリア王国の王となった。
カルロ・ルドヴィーコは1803年に、スペイン王カルロス4世の娘である母マリーア・ルイーザの摂政の下で父の王位を継いだ。しかし、1807年にナポレオンの軍隊によって捕らえられ、エトルリアから北ルシタニア（ポルトガル北部）の王位に変更を約束された。
ナポレオン失墜後の1815年、ブルボン＝パルマ家はパルマ公国を回復できず、パルマはナポレオンの皇后だったマリーア・ルイージャに与えられた。母のマリーア・ルイーザはわずかにルッカ公国を確保するにとどまった。1824年に彼女が死去すると、カルロ・ルドヴィーコはルッカ公に即位した。彼は公国に経済政策を導入、教育を推進した。また母が彼の周りに置いた聖職者たちの頑固さへの反動として、彼は1832年にプロテスタントに改宗した。自由主義の傾向も示し、1831年にはモデナ公国の政治犯を庇護し、カルボナリの一員と噂された。しかし1842年にはカトリックに再改宗、イギリス出身のトマス・ウォードを重用した。やがてカルロ・ルドヴィーコは自由主義を完全に捨てて、1847年にローマ教皇ピウス9世の改革への反対を公にした。ルッカ国民はウィーン条約で保障された1805年憲法の復活、そして国民衛兵の設立を要求し、ウォードもそれに従うよう進言したが、カルロ・ルドヴィーコはいかなる譲歩にも拒否した。その数週間後にはモデナへ出国、ルッカ公国をトスカーナ大公国に売却した。
1847年にパルマ女公マリーア・ルイーザが死去すると、カルロ・ルドヴィーコはフィレンツェ条約に基づきパルマ公を継承、カルロ2世（Carlo II）として即位した。彼がパルマを統治したのは短期間だけであり、その間のパルマは財政が破綻しており、税金が増え、政情不安に見舞われた。それをみたカルロ2世はオーストリアと攻守同盟を締結した。翌年に1848年革命が勃発すると、3月19日に首都で暴動がおきた。カルロ2世は最初はオーストリアとの同盟を破棄して憲法制定を保証したが、突如心変わりして4月に退位した。臨時政府が成立したパルマでは国民投票によりサルデーニャ王国との合邦が決定されたが、1848年8月にサルデーニャ王カルロ・アルベルトが第一次イタリア独立戦争に敗れてオーストリアと停戦、オーストリアのゲオルク・フォン・トゥルン・ウント・ファルサッシナ将軍はパルマ公国を占領した。カルロ2世はヴァイシュトロップから勅令を発して臨時政府の決定を無効とした。1849年にサルデーニャ軍が再びオーストリアを攻撃すると、オーストリア軍はパルマから撤退したが、4月にコンスタンティン・ダスプレ将軍に再占領された。カルロ2世は1849年5月に退位を確認、妃マリーア・テレーザ・ディ・サヴォイアとの間の息子カルロ3世が公位を継いだ。
退位後、カルロ・ルドヴィーゴはフランスに移り、ヴィッラフランカ伯爵と名乗って余生を送り、1883年にニースで没した。

## 家族
1820年、マリーア・テレーザ・ディ・サヴォイアと結婚した。2人は1男1女をもうけた。
- ルイーザ・フランチェスカ（1821年 - 1823年）
- カルロ3世（1823年 - 1854年） - 1845年、ルイーズ・ダルトワ（ベリー公シャルル・フェルディナンの娘）と結婚。